# 若き血に燃ゆる〜福沢諭吉と明治の群像
『若き血に燃ゆる〜福沢諭吉と明治の群像』（わかきちにもゆる ふくざわゆきちとめいじのぐんぞう）は、1984年（昭和59年）1月2日の午後0時から午後11時49分までテレビ東京で放送された12時間超ワイドドラマ（のちの新春ワイド時代劇）である。全6部。テレビ東京開局20周年記念特別番組。
主演：中村雅俊。12時間超ワイドドラマ第4作。

## 概要
当時のテレビ東京社長中川順（慶應義塾大学経済学部卒）は予て、尊敬する「福沢諭吉の生涯のドラマ化」企画を温めていた。社長の意向はやがて制作担当者たちにも伝わったが、史実上福沢の周辺には女性が少なく、出演陣やドラマ内容が華やかさに欠けることを危惧した制作陣は「福沢が主人公では視聴率が上がらない」と難色を示した。しかしそれでも中川が粘り抜いたため、ドラマ化が実現することになった。初放送を見た慶応関係者からは大変褒められ、当時の石川忠雄塾長から「福沢諭吉像の貴重な資料とする」と異例の感謝状が届いたという。
前年作に続いて近代を舞台にした作品となった。ビデオ撮影。
- 第一部 「門閥制度は親の敵でござる」
- 第二部 「黒船騒動の幕末に熱き蘭学修業」
- 第三部 「嵐の太平洋咸臨丸でアメリカへ」
- 第四部 「新妻お錦と慶應義塾の誕生」
- 第五部 「暗殺者の剣よりもペンは強し」
- 第六部 「天は人の上に人を造らず…」

## スタッフ
- 原作：福澤諭吉『福翁自伝』、小島直記『福沢山脈』
- 脚本：長坂秀佳
- 監督：山田和也（1・3・5・6）、藤田明二（2・4）
- 音楽：ミッキー吉野、ゴダイゴ
- 製作：テレビ東京、テレパック

当シリーズで初めて、脚本が全編単独執筆となった作品で、長坂に任された。

## キャスト
- 福澤諭吉：中村雅俊
- お錦：中井貴恵
- 俊：根本律子
- 勝海舟：林隆三[3]
- 勝たみ：浅茅陽子
- 小谷野クマ：倉田まり子
- 緒方洪庵：山本學
- 緒方八重：香山美子
- 西郷隆盛：ミッキー吉野
- 大隈重信：東野英心
- 大村益次郎、明石元二郎：夏八木勲
- 小泉信吉：小林朝夫
- 福地源一郎：三ツ木清隆
- 犬養毅：太川陽介
- 新門辰五郎：ハナ肇
- ジョン万次郎：レオナルド熊
- 楠本イネ：柏木優子
- 奥平壱岐：村井国夫
- 増田宋太郎：堤大二郎
- 古川節蔵：角野卓造
- 磯部勉
- 今福将雄
- 垂水悟郎
- 新田昌玄
- 森田順平
- 南利明
- 村野武範
- 岡本信人
- 結城しのぶ
- 山田邦子
- 鈴木ヒロミツ
- 手塚理美
- 竜崎勝
- 森次晃嗣
- 綿引勝彦
- 佐藤仁哉
- 佐久田修
- 冷泉公裕
- 石井章雄
- 小宮孝泰
- 渡辺正行
- 塩見三省
- 岡田正典
- 石倉三郎
- 神谷和夫
- 坂口哲夫
- 村瀬幸子
- 嶋英二
- 奥村公延
- 篠塚勝
- 伊藤康臣
- 斎藤美和
- 下塚誠
- 高原駿雄
- 仁和令子
- 森塚敏
- 服部妙子
- 長谷川康夫
- 前川哲男

- ナレーター：滝沢修

## 再放送
同局において1985年～1986年に放送された『金曜特選劇場』で、6分割して再放送された。ソフト版発売及びオンデマンド配信はなされていない。

## 脚註
1. ↑  『テレビ東京20年史』テレビ東京、1984年4月12日、33頁。NDLJP:12275747/21。
2. ↑  中川順『秘史―日本経済を動かした実力者たち』講談社、1995年、271-272頁
3. ↑  林隆三は、1990年のNHK大河ドラマ『翔ぶが如く』で再び勝海舟を演じている。